# Sidro
Sidro je naprava, najčešće od metala, koja se obara s broda, odnosno drugog plovnog objekta, na morsko dno kako bi ostao na jednom mjestu, odnosno kako ga vjetar i struje ne bi pomicale. Sidro je vezano za brod željeznim lancem ili užetom. U povijesti se upotrebljavao probušen još i kamen, kamen u mreži ili kukasto drvo za "sidrenje". 